# Iván Iglesias
Iván Iglesias Corteguera, né le 16 décembre 1971 à Gijón (Asturies, Espagne), est un footballeur espagnol qui jouait au poste de milieu de terrain.

## Biographie
Après s'être formé au Sporting de Gijón, Iván Iglesias est recruté en 1993 par le FC Barcelone à l'âge de 21 ans. Il reste deux saisons au Barça mais ne parvient pas à s'imposer. Il marque cependant quelques buts dont un lors du 5 à 0 infligé au Real Madrid (saison 1993-1994). Avec Barcelone, il remporte le championnat d'Espagne en 1994.
En 1995, Iglesias retourne au Sporting de Gijón.
En 1996, il est recruté par le Real Oviedo, grand rival du Sporting. Il reste à Oviedo pendant quatre saisons.
En 2000, il rejoint le Rayo Vallecano jusqu'en 2002.
En 2002, il signe au FC Cartagena.
En 2003, il joue brièvement avec les New York MetroStars.
Il met un terme à sa carrière en 2004.

## Palmarès
Avec le FC Barcelone :
- Champion d'Espagne en 1994
- Vainqueur de la Supercoupe d'Espagne en 1994